# Ferozewala
Ferozewala (en ourdou : فِيروزوالا) est une ville pakistanaise, située dans le district de Shekhupura, dans le nord de la province du Pendjab. Elle est aussi la capitale du tehsil du même nom.
Située à proximité de la frontière avec l'Inde, la ville est à seulement quelques kilomètres de la deuxième plus grande ville du pas, Lahore. Elle est également située à proximité de la Grand Trunk Road.
La population de la ville a été multipliée par plus de deux entre 1998 et 2017, passant de 54 223 habitants à 141 405, soit une croissance annuelle moyenne de 5,0 %, largement supérieure à la moyenne nationale de 2,4 %. En 2023, la population de la ville monte à 177 238 habitants.
|            | 1998 (rec.) | 2017 (rec.) | 2023 (rec.) |
| ---------- | ----------- | ----------- | ----------- |
| Population | 54 223      | 141 405     | 177 238     |